# ハーバート・サトクリフ
ハーバート・サトクリフ（英: Herbert Sutcliffe、1894年1月22日 - 1978年7月8日）は、イングランド出身のクリケット選手。元イングランド代表。ポジションはバッツマン。